# Charles Otis Whitman
Pour les articles homonymes, voir Charles Whitman (homonymie) et Whitman.
Ne doit pas être confondu avec Otis Charles.
Charles Otis Whitman est un zoologiste américain, né le 14 décembre 1842 à Woodstock (Maine) et mort le 6 décembre 1910.

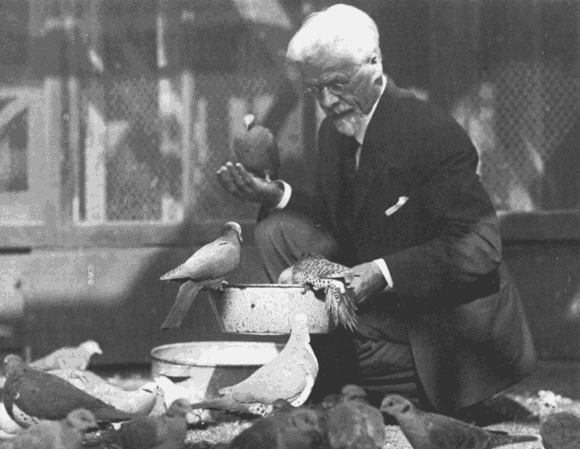
Charles Otis Whitman

## Biographie
Il est professeur à l’université impériale du Japon (1880-1881) où quatre de ses étudiants deviendront les pionniers de la zoologie dans ce pays. Il poursuit ses recherches à la station zoologique de Naples (1882) avant de devenir assistant au Museum of Comparative Zoology à Harvard (1883-1885). Il dirige ensuite le laboratoire Allis Lake (Milwaukee) (1886-1889). Whitman y fonde le Journal of Morphology (1887).
Il s’installe à l’université Clark à Worcester (Massachusetts) où il enseigne et dirige le muséum de zoologie de l’université de Chicago (1892-1910), en parallèle il est le fondateur et le directeur du Laboratoire de biologie marine (MBL) de Woods Hole (Massachusetts) (1888-1908).
C’est un pédagogue qui préfère enseigner à de petits groupes d’étudiants. Il fait d’importantes contributions dans les domaines de l’évolution, l’embryologie des vers, l’anatomie comparée, l’hérédité et le comportement animal. Il considéré comme le père de l’éthologie des États-Unis.
Ses travaux sur le comportement des pigeons ne sont publiés qu’après sa mort en 1919. Il étudie aussi le comportement des sangsues et des urodèles du genre Necturus. Il donne une conférence sur le comportement animal à Woods Hole en 1898 où il définit quatre points pour les chercheurs en matière d’étude comparative du comportement :
1. Les instincts non improvisés sont évolués et leur généalogie peut être aussi complexe et importante que l'histoire des composants organiques.
2. Le premier critère de l’instinct est qu’il soit accompli par l’animal sans apprentissage par l’expérience, l’instruction ou l’imitation. Le premier exercice de l’instinct est donc le plus crucial.
3. Le principal guide pour réaliser une histoire phylétique des animaux doit être une étude comparative.
4. La plasticité de l’instinct n’est pas l’intelligence ; mais elle est la porte ouverte sur l’apprentissage, l’expérience et contribue à l’intelligence.

Ce point de vue que les instincts comme les organes doivent être étudiés du point de vue de descendance phylétique.

## Liste partielle des publications
- 1910 : Methods of research in microscopical anatomy and embryology[1] (Cassino, Boston).

## Note
1. ↑  Exemplaire numérique sur Internet Archive.

## Sources
- Traduction de l'article de langue anglaise de Wikipédia (version du 13 mai 2007).
- William Homan Thorpe (1979). The Origins and Rise of Ethology, Praeger (New York) : ix + 174 p.  (ISBN 0435624415)